# Doris (båttyp)

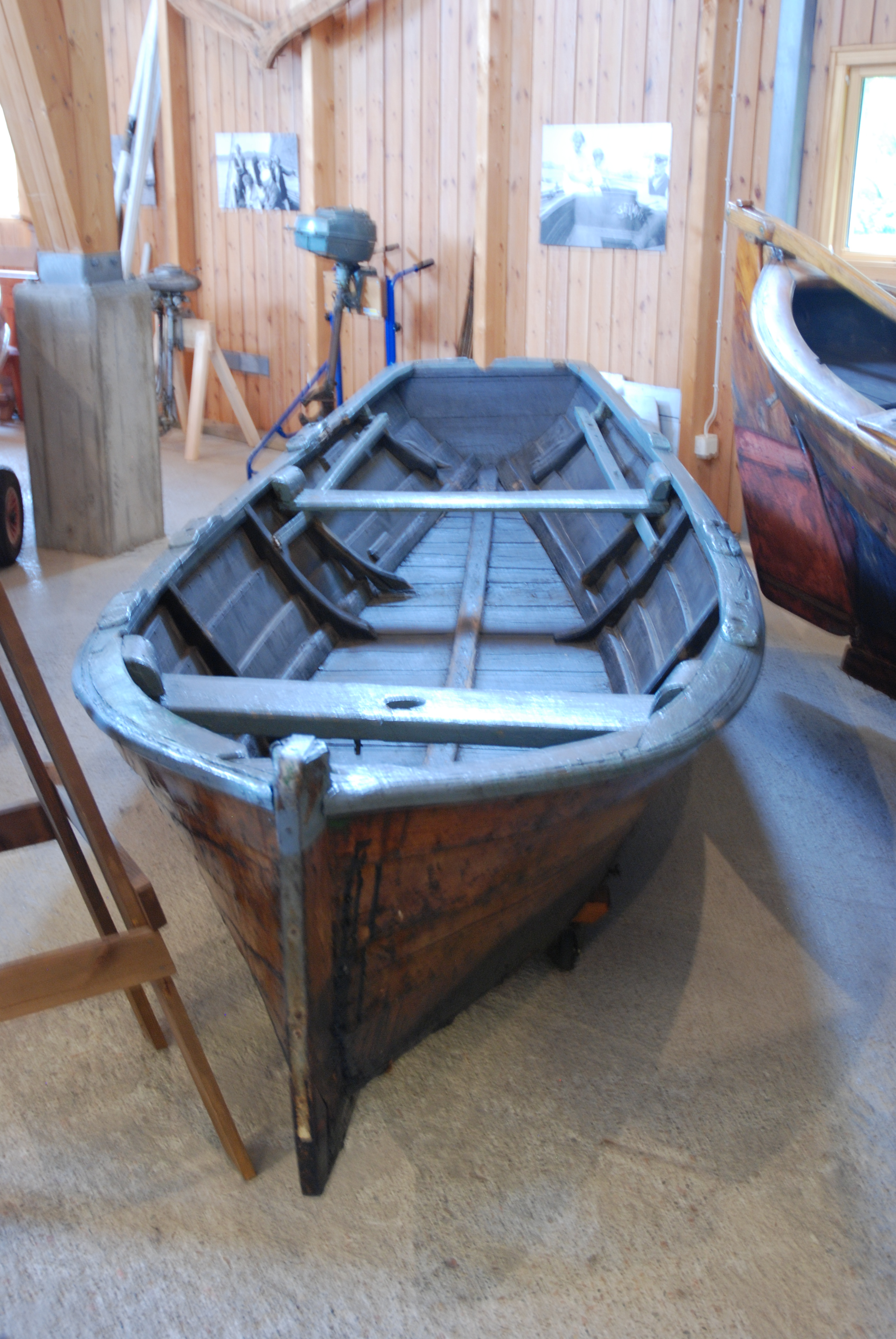
Doris i Bohusläns museums båthall.

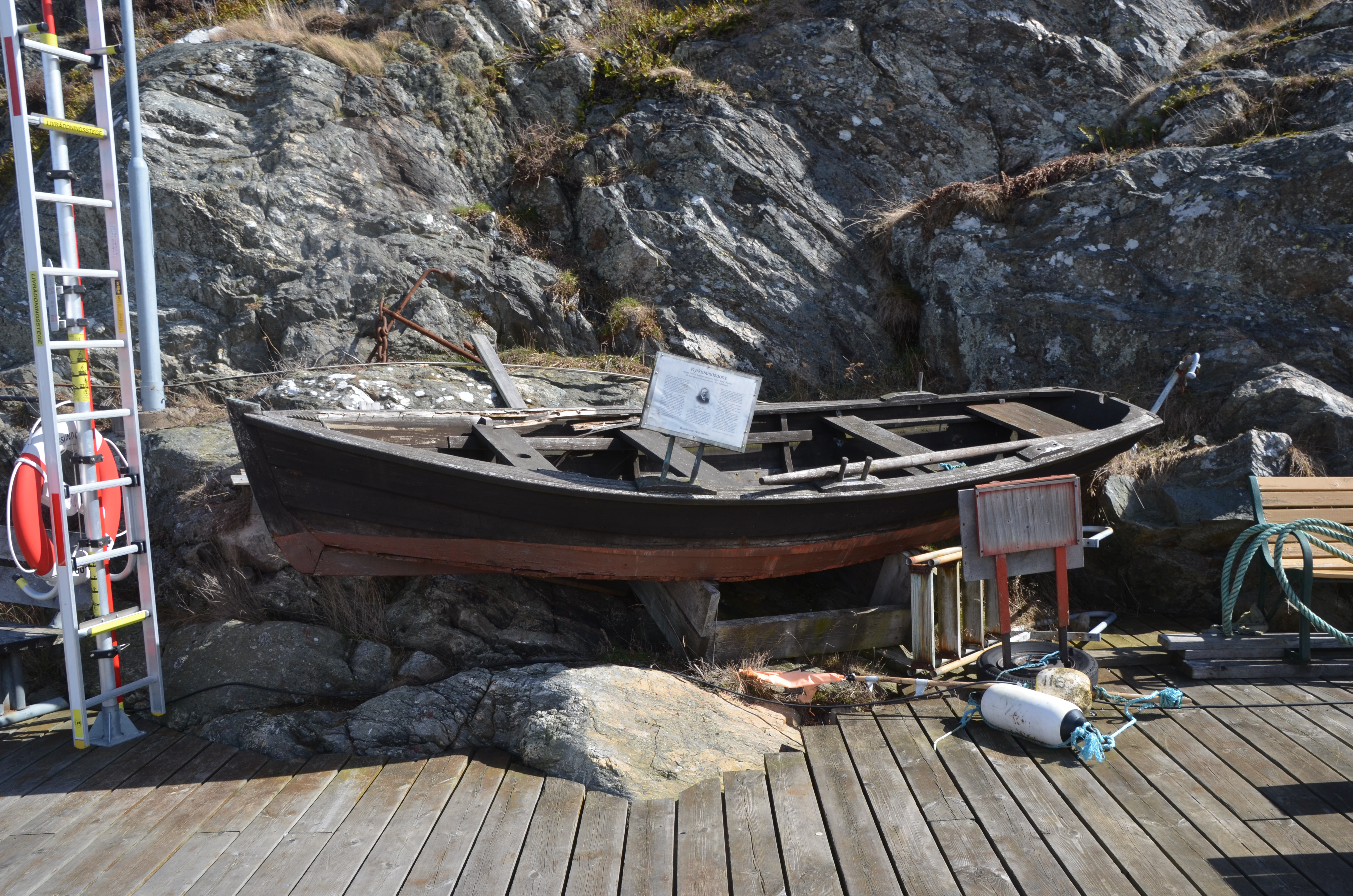
Doris byggd 1947 på Härön i Bohuslän

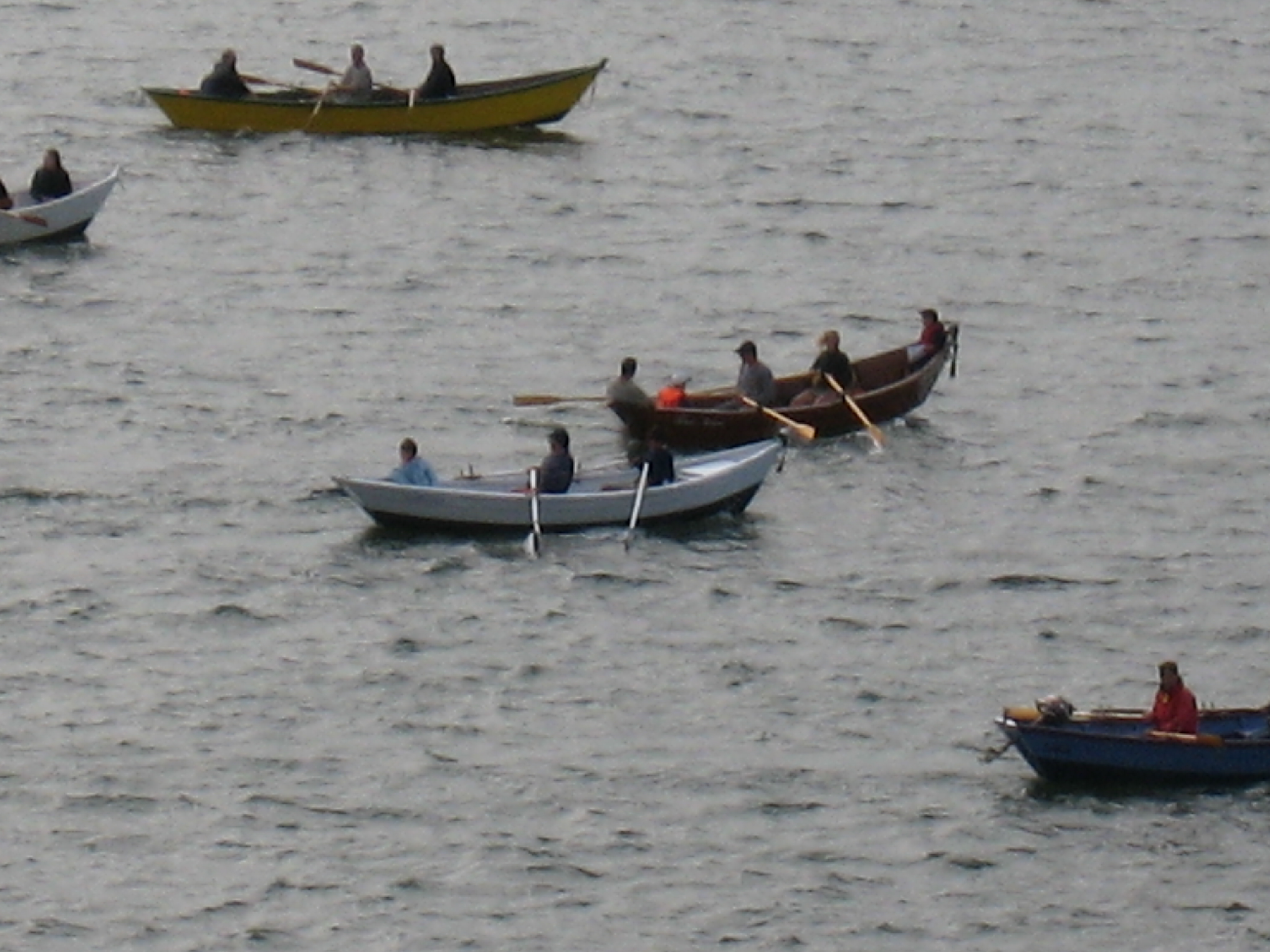

Doris är en mindre klinkbyggd båt med flat botten. Den kan antingen vara spetsgattad eller ha platt akterspegel. Båttypen finns spridd både i Europa och i Nordamerika.
Den bohuslänska dorisen är en fiskebåt som oftast är omkring 16 fot lång och som kan förses med sprisegel. Den är spetsig i fören och har akterspegel. Borden består av 3/4-tumsbräder.
Den svenska dorisen inspirerades av "Grand Banks dory", som var en enkel och funktionell eka som användes i mängder för torskfisket utanför Nova Scotia i Kanada under första hälften av 1900-talet. De var mellan 12 och 19 fot långa, användes för fiske med lina med 2–3 mans besättning och staplades på fiskeskonarnas däck.